# Wilhelm von Platen
Julius Christoph Wilhelm von Platen (* 14. Juni 1816 auf dem Rittergut Zubzow auf Rügen; † 10. November 1870 in Bergen auf Rügen) war ein preußischer Landrat im Kreis Rügen (1856–1868) der Provinz Pommern. Seine Eltern waren Adolfine Amalie von Barnekow-Kubbelkow und Balthasar von Platen, Gutsherr auf Zubzow und Reschvitz, kaiserlicher Hauptmann. Er selbst war Eigentümer des Rittergutes Reischvitz.
Zuvor hatte er aktiven Militärdienst beim Magdeburgischen Husaren-Regiment Nr. 10 geleistet, schied 1855 als Rittmeister aus und erhielt 1865 den Charakter als Major.
Platen hatte 1838 in Gross-Salze, heute Teil von Schönebeck (Elbe), Klara Fabricius geheiratet (* 30. März 1817 in Gross-Salze; † 9. Mai 1895 in Bergen auf Rügen), die Tochter des Landgerichtsdirektors Ferdinand Fabricius und seiner Ehefrau Johanna geborene von Schenk. Das Ehepaar Platen hatte zwei Söhne und zwei Töchter.